# Aphelandra quadrifaria
Aphelandra quadrifaria är en akantusväxtart som beskrevs av Emery Clarence Leonard. Aphelandra quadrifaria ingår i släktet Aphelandra och familjen akantusväxter. Inga underarter finns listade i Catalogue of Life.